# Obdam

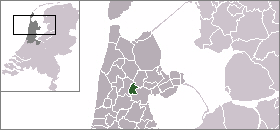
Lägeskarta

Obdam var en kommun i provinsen Noord-Holland i Nederländerna. Kommunens totala area var 20,99 km² (där 0,40 km² var vatten) och invånarantalet var på 6 766 invånare (2004). Sedan 2007 ingår Obdam tillsammans med Wester-Koggenland i kommunen Koggenland.